# Mădălin Smaranda
Mădălin Smaranda (sinh ngày 5 tháng 9 năm 1984) là một cầu thủ bóng đá người România thi đấu cho Poli Timișoara ở vị trí Thủ môn.